# Panamerikanska sportorganisationen
Panamerikanska Sportorganisationen, engelska: Pan American Sports Organization (PASO), spanska: Organización Deportiva Panamericana (ODEPA), förkortas till Panam Sports, är en internationell organisation som organiserar de panamerikanska spelen. Organisationen grundades 1940.